# Sjumerlja

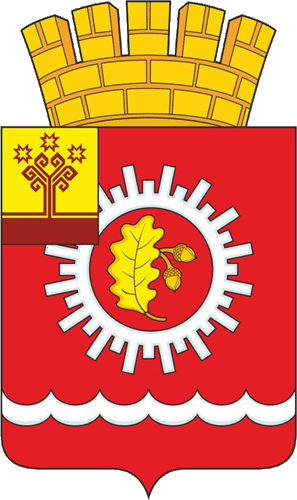
Stadens vapen.

Sjumerlja (ryska Шумерля) är en stad i Tjuvasjien i Ryssland. Folkmängden uppgick till 30 347 invånare i början av 2015.